# Воїнов Олександр Данилович
Олександр Данилович Воїнов (1859 — після 1919) — український педагог, математик, діяч освіти, директор Павловського реального училища (нині територія РФ), автор підручників з геометрії та тригонометрії. Дійсний статський радник (1913).

## Біографія
Олександр Воїнов народився 1859 року. Освіту здобув на фізико-математичному факультеті Імператорського Харківського університету, який закінчив 9 вересня 1884 року.
1 січня 1896 року отримав чин статського радника, а з 1 січня 1913 року — дійсного статського радника.
З 1 липня 1902 до 1 вересня 1913 року обіймав посаду директора Павловського реального училища Воронезької губернії (місто Павловськ-на-Дону).
За час педагогічної діяльності опублікував низку навчальних посібників, зокрема:
- «Прямолинейная тригонометрия с собранием задач» (1904)
- «Основания аналитической геометрии» (1911)
- «Сборник геометрических задач на вычисление, с приложением задач, решаемых при помощи тригонометрии и статьи „Приложение алгебры к геометрии“» (1911).

Станом на 1901 рік, мешкав у Харкові на вулиці Каразінській 18-та ділянка.

## Нагороди
- Орден святого Станіслава II ступеня (1903),
- Орден святої Анни II ступеня (1905),
- Орден святого Володимира IV ступеня (1908).

## Родина
Разом із дружиною (1859 року народження) виховали трьох доньок (народжені 1889, 1896 і 1901 років).
Родина Воїнових була внесена до Родовідної книги Воронезької губернії рішенням Дворянського депутатського зібрання від 15 березня 1839 року як така, що належить до старовинного дворянства.